# 伊曼奴爾·馬尤卡
伊曼奴爾·馬尤卡(Emmanuel Mayuka，出生於1990年1月21日）是贊比亞的職業足球運動員，司職前鋒，現效力於法國足球乙級聯賽梅斯。

## 外部連結
- Emmanuel Mayuka profile
- 足球数据库：伊曼奴爾·馬尤卡的球员统计数据
- 伊曼奴爾·馬尤卡在 National-Football-Teams.com 上的出场纪录